# Amistançada

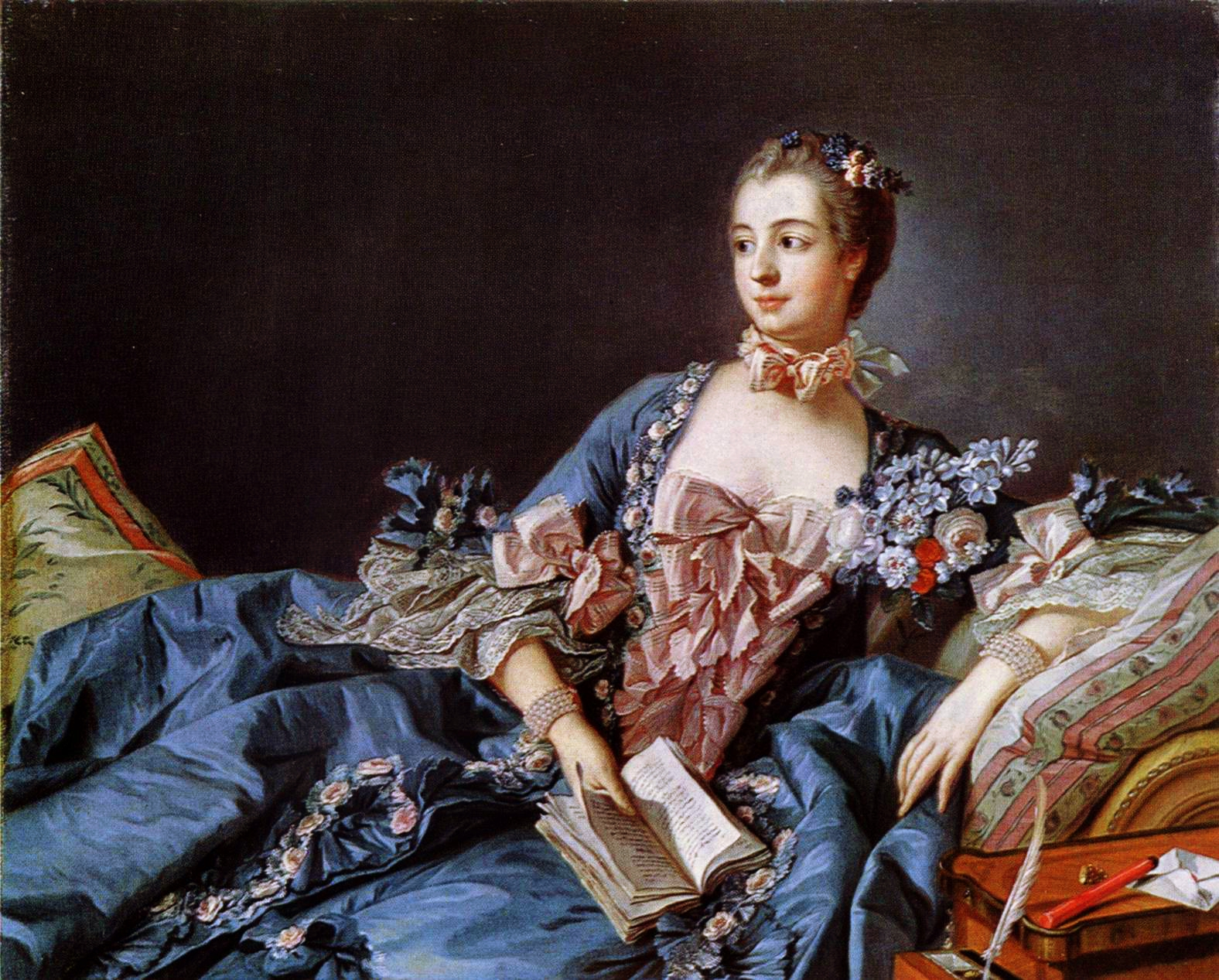
Madame de Pompadour, amistançada de Luis XV de França, circa 1750.

Un amant és una persona que acompanya a una altra en un tipus de relació principalment sexual. En català, una amistançada és una dona que manté relacions sexuals habituals amb un home fora del matrimoni.

## Origen
El terme ha estat utilitzat en origen per referir-se a una dona mantinguda, de les despeses de la qual es fa càrrec un home en posició acomodada, de manera que la dona posseeixi un nivell de vida confortable (o sofisticat), i sigui així possible per a ella estar a la seva disposició per brindar-li a l'home plaers sexuals. El rol d'aquesta dona pot variar entre el d'una amant i el d'una cortesana, depenent de la seva situació i de les circumstàncies. No obstant això, actualment, la paraula amant se sol utilitzar per fer referència a una amant femenina d'un home normalment casat amb una altra dona. En el cas d'un home solter, en general es fa servir el terme «xicota» o «parella» encara que igualment podria caure en la definició d'amant. Històricament, l'home "manté" a la seva amant, encara que bé podria ser a l'inrevés.
Si un amant és "mantingut", no significa que estigui intercanviant sexe per diners. L'amant se sol reservar en forma exclusiva per a una persona, en forma similar a com fa la primera parella, i no existeix una relació tan directa quid pro quo entre els diners i l'acte sexual. A més, en general existeix una relació emocional i possiblement social entre amants, mentre que la relació amb un(a) prostitut(a) és predominantment sexual. És a més important que l'estatus de "manutenció" prové de l'establiment d'una relació d'extensió indefinida en contraposició amb un acord de preu i condicions establerts previs a tota activitat per part d'un(a) prostitut(a).
La paraula amant és un terme rellevant a adulteri, que avui dia és il·legal en alguns països del món.

## Història

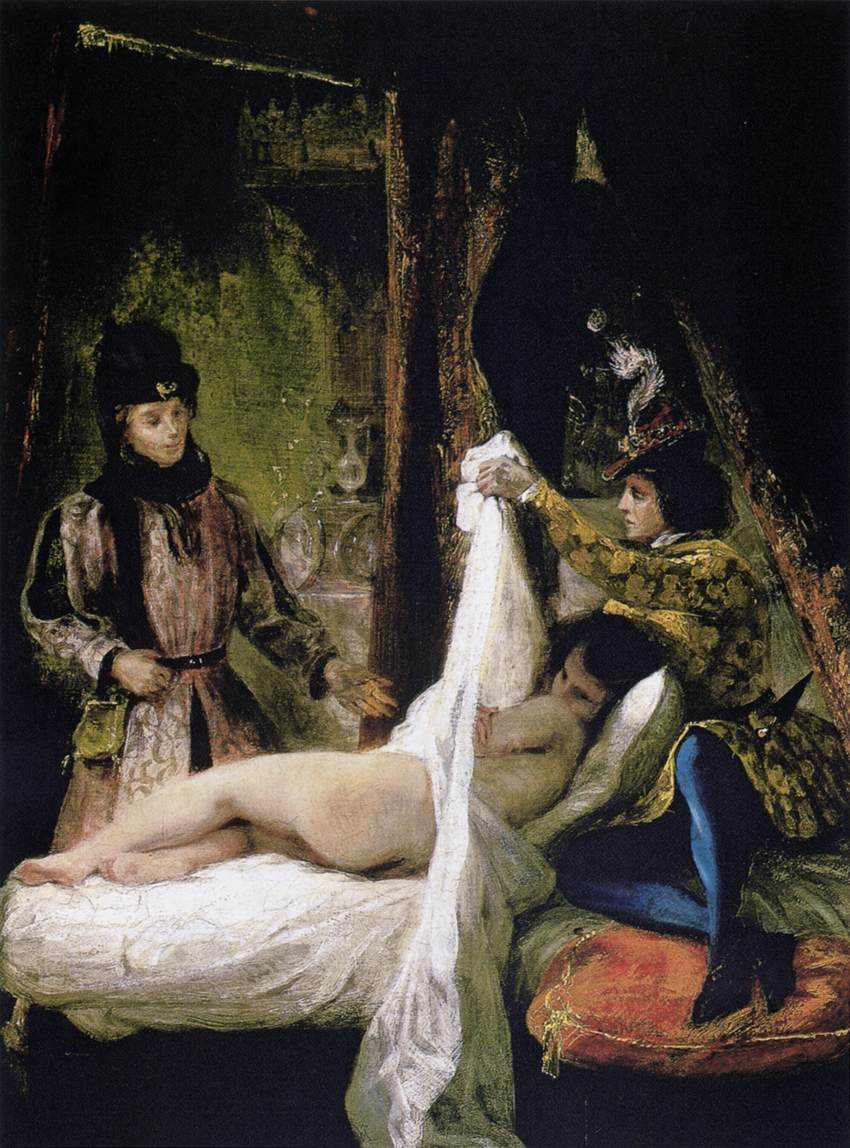
Pintura de Eugène Delacroix, Lluís I d'Orleans mostrant a la seva amant (1825).

Les amants més conegudes i investigades des d'un punt de vista històric són les amants reals dels monarques europeus, per exemple Diana de Poitiers, Barbara Villiers, Nell Gwyn i Madame de Pompadour. No obstant això, el mantenir una amant a Europa no quedava limitat a la reialesa o a la noblesa, sinó quedava més aviat difós en rangs socials més baixos. Tot aquell que pogués pagar-se una amant en podia tenir una (o més d'una), sense importar la seva posició social. Un comerciant adinerat podia mantenir una dona amant. Ser una amant era típicament una ocupació per a una dona jove que, si és que era afortunada, podia arribar a casar-se amb el seu amant o amb algun altre home de posició social elevada. La balada The Three Ravens (publicada en 1611, encara que possiblement és més antiga) exalta a l'amant lleial d'un cavaller assassinat, que enterra al seu amant mort i després mor d'esgotament, ja que es trobava en avançat estat d'embaràs. És de destacar que el compositor de la balada assigna aquest rol destacat a l'amant ("leman" era el terme comunament utilitzat per aquella època) del cavaller en comptes de a la seva esposa.
En les corts d'Europa, especialment a Versalles i Whitehall durant els segles xvii i xviii, les amants tenien sovint molt de poder i influència. Un rei podia tenir nombroses amants però tenia una única "amant favorita" o "amant oficial" (en francès, "maîtresse en titre"), com per exemple Lluís XV de França i Madame de Pompadour. Les amants tant de Lluís XV de França (especialment Madame de Pompadour) com de Carles II d'Anglaterra exercien gran influencia sobre els seus amants, i a través de la relació comptaven amb accés a informació secreta. A més de mercaders opulents i reis, Alexandre VI és un exemple d'un Papa que mantenia amants, violant els vots de celibat imposats per l'església catòlica.
Mentre que els extremadament rics podien mantenir una amant per tota la seva vida (com per exemple Jordi II del Regne Unit va fer amb "Mrs Howard"), malgrat que passat el temps podien no estar ja lligats emocionalment, això no era la norma per a la majoria de les dones. En 1736, quan Jordi II acabava d'ascendir al tron, Henry Fielding va col·locar en un pasquí en boca de Lord Place les següents paraules: "…però, senyoreta, avui tots mantenen i s'és mantingut; actualment no existeix tal cosa com un casament, sol contractes de forma, i aquests sol per mantenir a les famílies; però després l'espòs i l'esposa en un tres i no res aviat tenen els seus mantinguts".
Durant el segle xix, una època en què la moral es va tornar més puritana, el tenir una amant es va fer menys freqüent, però d'altra banda aquest enfortiment de la moralitat produïa també un major desig en un home per aconseguir una amant. Quan un home d'una classe superior es casava amb una dona d'igual rang, com era el costum, era probable que ella hagués estat educada en la creença que l'acte sexual era per a la procreació, en comptes de per a la recreació. Alguns homes per tant recorrien a una amant si volien una companya femenina que fos menys pudorosa.
De vegades podia succeir que l'amant no es trobava en una posició financera i social inferior que l'home. Se sap que Catalina la Gran de Rússia va ser amant de diversos homes durant el seu regnat; no obstant això, igual que moltes dones poderoses del seu temps, i malgrat ser una vídua lliure per contreure matrimoni, ella va triar no compartir el seu poder amb un espòs, preferint mantenir per ella mateixa el poder absolut. En la literatura, l'obra L'amant de Lady Chatterley de D. H. Lawrence presenta una situació en la qual una dona es converteix en amant d'un guarda forestal del seu espòs. Fins a data molt recent, la situació en què una dona prenia un amant d'una classe social inferior a la d'ella era considerada molt més escandalosa que la situació inversa.

### Segle XX
Durant el segle xx, en la mesura que moltes dones van aconseguir nivell d'educació més elevats i eren capaces de proveir-se la seua manutenció, va disminuir el nombre de dones que trobaven plaer en ser amants i es va fer més probable que busquessin relacions amb homes solters. Atès que el divorci va guanyar en acceptabilitat social, era més fàcil per als homes divorciar-se de les seves esposes i casar-se amb dones, quan en èpoques anteriors podrien haver estat les seues amants. No obstant això, la pràctica de tenir una amant encara existia entre alguns homes casats, especialment els que comptaven amb fortunes. Per exemple, a Europa, moltes cultures van continuar acceptant la pràctica de mantenir una amant.
Ocasionalment els homes es casaven amb les seves amants. Per exemple Sir James Goldsmith, en contreure casament amb la seva amant, Lady Annabel Birley, va dir: "quan algú es casa amb la seva amant, s'està creant una oportunitat laboral".